# Judas, Jesu bror
Judas, Jesu bror är en gestalt i kristendomen. Han var enligt katolsk tradition kusin, och enligt ortodox tradition ”halvbror”, till Jesus, författare till Judasbrevet och bör inte förväxlas med Judas Iskariot.
Judas nämns här: "Är då denne icke timmermannen, han som är Marias son och broder till Jakob och Joses och Judas och Simon?" (Mark 6:3).